# 中央通り (秋田市)

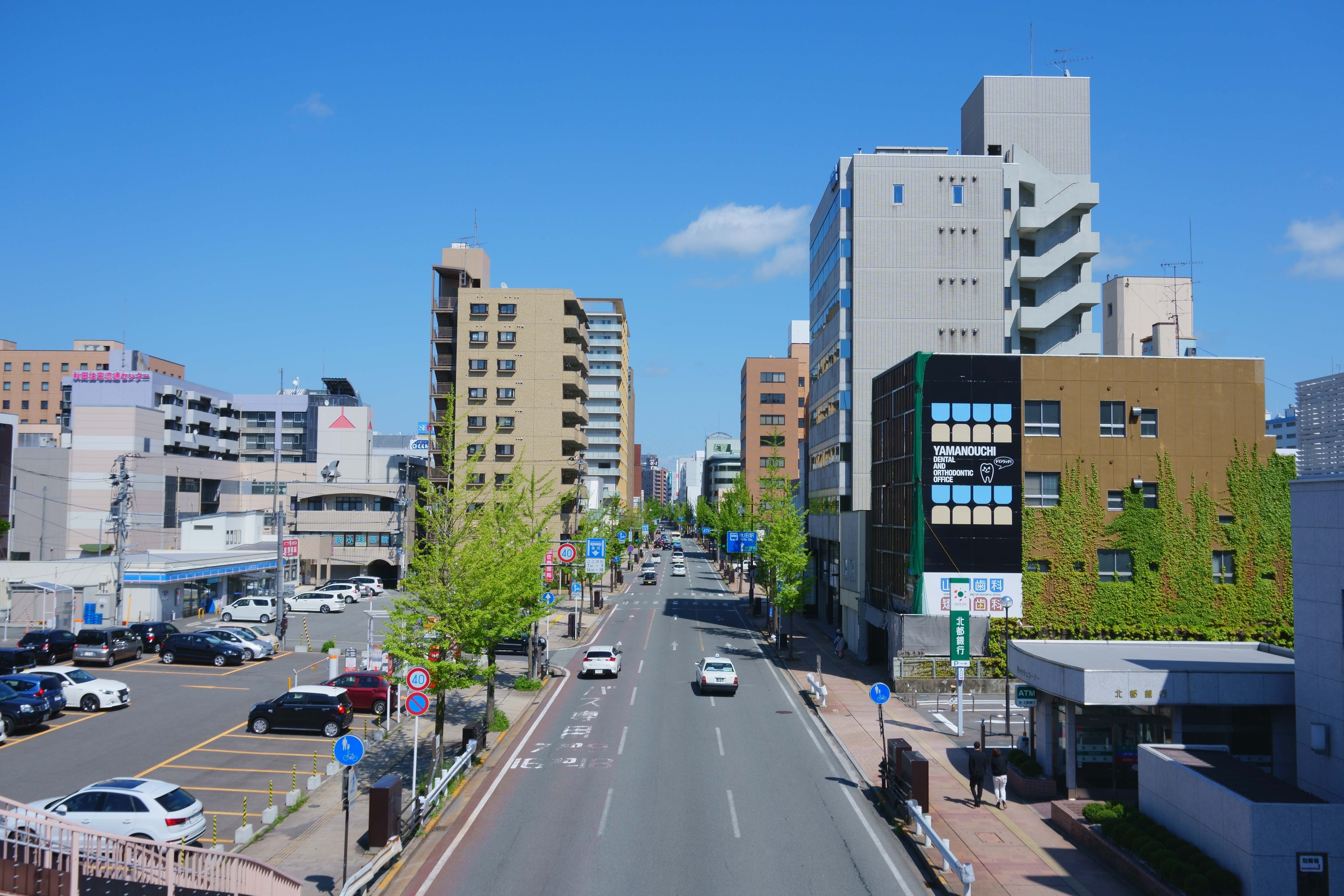
中央通り 西端の中通歩道橋（現存しない）より撮影（2018年（平成30年）5月）

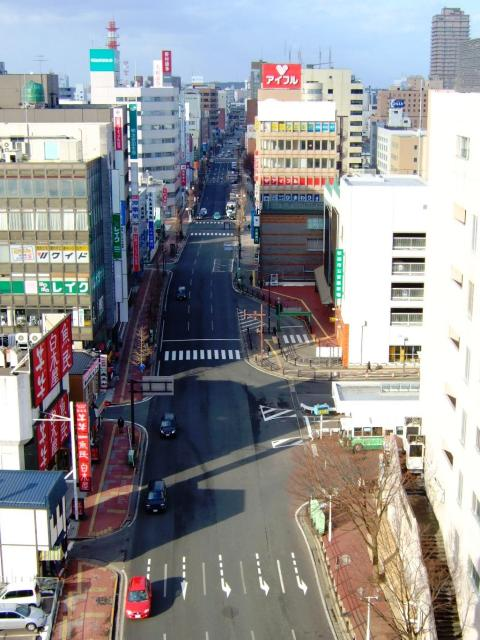
中央通り

中央通り（ちゅうおうどおり）は、秋田県秋田市中通を通る市道の通称である。

## 概要
旭川岸からJR奥羽本線・羽越本線 秋田駅西口まで東西に延びる道路で、北側の中通一丁目・二丁目と南側の中通三丁目・四丁目の境界になっている。沿道は銀行や保険会社などが立ち並ぶビジネス街。
1974年（昭和49年）7月25日に実施された中通一丁目・二丁目の新交通規制以来、当該地区は「中央通り」（駅方向への一方通行）で駅へ向かい、「広小路」（大町方向への一方通行）で駅から離れる、反時計廻りの形で車が流れている。従って中央通りは秋田駅西口のバスターミナルへ向かう多数のバスの経路になっているため、1984年（昭和59年）4月に区画整理の一環として、駅寄りに「買物広場」と呼ばれるバス停留所が作られ、秋田ショッピングセンター（現在のフォンテAKITA）やほんきん西武（現在の西武秋田店）などの駅前大型店へのアクセスが便利になった。しかし駅前の繁華街が衰退しシャッター通りとなるにつれ、歩行者数は激減している。
仲小路コミュニティ道路とともに「秋田駅前買物広場」として、昭和62年度手づくり郷土賞（いきいきとした楽しい街並み）を受賞した。

## 道路データ
- 路線名：秋田市道秋田駅前中央線（街路番号　3・4・49）[3]
  - 起点：秋田県秋田市中通四丁目16番2号先（秋田駅前交差点)
  - 終点：秋田県秋田市中通一丁目2番地先（北都銀行本店前交差点、秋田県道28号秋田岩見船岡線交点）
- 延長：870ｍ
  - 交通規制区間：自動車が全線（終点から起点に向かっての一方通行）

## 周辺
- 北都銀行本店営業部
- 岩田写真館
- 総合資格学院秋田校
- 野村證券秋田支店
- リッチモンドホテル秋田駅前
- 大和証券秋田支店
- 日新火災海上保険秋田サービス支店
- フコク生命保険秋田支社
- 秋田銀行秋田駅前支店
- 明治安田生命保険秋田支社
- SMBC日興証券秋田支店
- フォンテAKITA
- HOTEL α-1秋田
  - かつての鎌田会館ビル跡に建設された。